# Athelney
Athelney es una villa localizada entre las poblaciones de Burrowbridge y East Lyng, en Somerset, Inglaterra. Esta zona es conocida como "La Isla de Athelney" debido a que antiguamente hubo una isla aislada situada en los pantanos de los Llanos de Somerset. Gran parte de los llanos están por debajo del nivel del mar. Durante el verano son drenados para uso agrícola y en invierno permanecen inundados. 
Athelney se encuentra a poca distancia de North Petherton, donde fue descubierta la "Joya de Alfredo" (un ornamento anglosajón que data de finales del siglo IX).

## Isla de Athelney
La Isla de Athelney es conocida porque allí se encontraba la fortaleza oculta de Alfredo el Grande, desde donde partió para derrotar a los daneses en la Batalla de Ethandun (Edington) en mayo del año 878.
Excavaciones arqueológicas y evidencias escritas indican que en la época de Alfredo la isla estaba unida por una camino elevado a East Lyng, que estaba protegido por una empalizada semicircular y una zanja. Hoy en día se sabe que la zanja data de la Edad del Hierro. Se deduce, por tanto, que Alfredo conocía el emplazamiento como una antigua fortaleza y que existían defensas que fueron reforzadas por él. Se han hallado restos de metalurgia, lo que sugiere que el lugar pudo ser usado por Alfredo para equipar a su ejército. 
Al traducir del anglosajón el nombre de la isla, Æthelinga íeg, el resultado normalmente es "Isla de la Princesa"; si esta traducción es correcta, sugeriría una conexión con la Realeza anterior a Alfredo.
Para agradecer su victoria, Alfredo mandó construir un monasterio en la isla, la abadía de Athelney, en el 888, la cual duró hasta la Disolución de los monasterios bajo el mandato de Enrique VIII en 1539.
Tras la desaparición de la abadía de Athelney, los monjes construyeron un monasterio en el pueblo contiguo de East Lyng.
La localización del monasterio, fue marcada por un monumento colocado en lo alto de la isla en 1801, construido por Sir John Slade, el cual se encuentra dentro de la lista de Monumentos planificados y pertenece al Grado II del Catálogo de Inmuebles (edificios de especial interés arquitectónico o histórico). Este monumento se encuentra hoy en día en tierras privadas. Se puede observar desde un área de descanso de la carretera A361 pero no está abierto al público.